# Pimpla seyrigi
Pimpla seyrigi är en stekelart som beskrevs av Théobald 1937. Pimpla seyrigi ingår i släktet Pimpla och familjen brokparasitsteklar. Inga underarter finns listade i Catalogue of Life.